# Empresa de Telecomunicaciones de Bogotá
Empresa de Telecomunicaciones de Bogotá (ETB) é a principal empresa prestadora de telecomunicações em Bogotá. Foi criada em 1884 por iniciativa do cubano José Raimundo Martínez, que criou a Companhia Colombiana de Telefones, o governo colombiano possui 88,4% das ações da empresa.